# Voxi Bärenklau

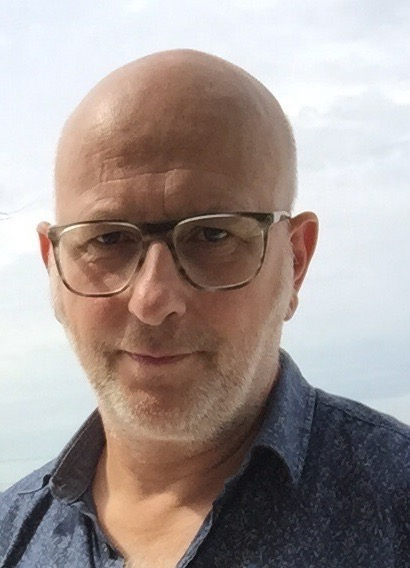

Volker „Voxi“ Bärenklau (* 1. Dezember 1960 in Sulzbach am Main) ist ein deutscher Kameramann und Lichtdesigner.

## Leben
Er absolvierte ein Kunststudium an der Hochschule für Gestaltung Offenbach am Main bei Werner Nekes und Helmut Herbst. Dort machte er Bekanntschaft mit Christoph Schlingensief und arbeitete seitdem an Film-, Theater- und Opernproduktionen Schlingensiefs mit. Darunter waren Das deutsche Kettensägenmassaker im Jahre 1992 und Die letzte Stunde im Führerbunker im Jahre 1989 sowie 2004 die umstrittene Inszenierung von Wagners Parsifal am Festspielhaus Bayreuth.
Später lernte er den Komiker und Jazzmusiker Helge Schneider kennen, mit dem er die Filmproduktionen Jazzclub – Der frühe Vogel fängt den Wurm und 00 Schneider – Jagd auf Nihil Baxter, realisierte. 2013 wurde mit 00 Schneider – Im Wendekreis der Eidechse ein weiterer gemeinsamer Film veröffentlicht.
Im Jahre 1999 kam es nach langer Zusammenarbeit mit dem Kameramann Florian Ballhaus auf Wirken von Michael Ballhaus zur Mitarbeit an Martin Scorseses Film Gangs of New York in Rom als Oberbeleuchter (Gaffer).
Seit dem TV-Mehrteiler Contergan für den WDR arbeitete er an weiteren Produktionen von Adolf Winkelmann. Seit 2006 Lehraufträge zur Licht- und Bildgestaltung an der FH Dortmund. Mitte der 1990er Jahre gründete er zusammen mit dem Schweizer Künstler Raoul Marek das Institut für Synästhesie und Medien in Berlin.

## Preise
- Deutscher Kurzfilmpreis in Gold (2002) für Fetisch (2002, Regie: Richard Lehun)
- Preis des No-Budget Filmfestivals (seit 1994: Kurzfilmfestival Hamburg) (1991) für Buchholz bleibt (1990, Regie: Martin Kirchberger)

## Filmografie (Auswahl)
- 1989: 100 Jahre Adolf Hitler – Die letzte Stunde im Führerbunker[1]
- 1990: Das deutsche Kettensägenmassaker
- 1994: 00 Schneider – Jagd auf Nihil Baxter
- 1997: Die 120 Tage von Bottrop
- 2004: Jazzclub – Der frühe Vogel fängt den Wurm
- 2007: Das Leuchten der Sterne
- 2008–2012: SOKO Wismar[2]
- 2013: Helge Schneider - To Be A Man (Musikvideo)
- 2013: 00 Schneider – Im Wendekreis der Eidechse
- 2017: Wunder der Wirklichkeit (Dokumentarfilm)
- 2018: Factory Cowboys: Working with Warhol (Dokumentarfilm)